# Филиппинские ужи
Филиппинские ужи (лат. Cyclocorus) — род змей семейства Cyclocoridae, являющихся эндемиками Филиппин. Обитают на всех крупных островах архипелага, кроме островов Палаван.

## Описание
В среднем общая длина взрослой особи составляет около 40 см, а максимальный размер — около 48 см. Окрас серо-коричневый с нечёткими темными линиями вдоль спины, желтоватые или белые на брюхе с множеством чёрных пятен и серией крошечных белых точек по бокам брюшка. У змей этого рода маленькие глаза с круглыми зрачками, гладкая спинная чешуя в 17 рядов и необычный зубной ряд, при котором передние от трёх до семи верхнечелюстных зубов увеличиваются в размерах, заканчиваясь двумя очень большими клыкообразными зубами, за которыми следует короткая диастема и 12—15 мелких зубов.

## Образ жизни
Cyclocorus встречаются в лесных массивах на земле под бревнами или в кучах мусора. Они едят других змей, в том числе Pseudorabdion и Calamaria, а также ящериц и яйца. Они размножаются в сезон дождей (с декабря по март) и откладывают от 5 до 6 яиц под бревнами или в муравейниках.

## Виды и подвиды
Cyclocorus lineatus (Reinhardt, 1843)
- C. l. alcalai Leviton, 1967
- C. l. lineatus (Reinhardt, 1843)

Cyclocorus nuchalis Taylor, 1923
- C. n. nuchalis Taylor, 1923
- C. n. taylori Leviton, 1967[4]